# Plavna livada
Plavna livada je vlažno travno stanište, livada ili pašnjak, koje podliježe povremenom, sezonskom ili redovnom plavljenju. 
Najčešće se plavne livade nalaze u dolinama rijeka, a u ovisnosti od razine podzemnih voda i redovnosti plavljenja razvija se:
- vegetacija tršćaka i rogoza u području uz obalu (više od 5 m od ruba vodotoka), ako je razina podzemne vode vrlo visoka ili se poplavna voda dugo zadržava, tlo je kiselo;
- vegetacija busenjaka ili vlažnih livada, ako se poplavna voda zadržava relativno dugo, a razina podzemne vode obuhvaća korijenov sustav najzastupljenijih biljaka; tlo je kiselo do neutralno.